# 水沫玉
水沫玉（Maw sit sit，jade-albite）俗稱水沫子，一種與翡翠相似的玉石。